# بريبين مولر هانسن
بريبين مولر هانسن (بالدنماركية: Preben Møller Hansen)‏ هو نقابي وطاهي وسياسي دانمركي، ولد في 6 سبتمبر 1929، وتوفي في 11 سبتمبر 2008. حزبياً، نشط في الحزب الشيوعي في الدنمارك ‏. وقد انتخب عضو فولكتنغ ‏.

## روابط خارجية
- بريبين مولر هانسن على موقع IMDb (الإنجليزية)